# Вингбонс, Йоханнес
Йоханнес Вингбонс (нидерл. Johannes Vingboons; 1616/1617, Амстердам — 20 июля 1670, там же) — голландский картограф, географ, художник-акварелист и гравёр

## Биография
Сын Давида Винкбонса, голландского живописца Золотого века Нидерландов.
Первые уроки мастерства получил у отца. Примерно с 1640 года и до своей смерти Йоханнес был картографом и акварелистом на службе у амстердамского картографа Яна Блау.
Сочетая свой традиционный опыт картографа с художественными качествами акварелиста, создавал акварели экзотических земель на основе скрупулёзного исследования и основываясь на отчётах и зарисовках, сделанных капитанами, кормчими и купцами во время их путешествий. Изображал городские пейзажи, планы, профили побережья и морские карты, комбинируя их, пока не получил уникальную серию изображений, которые дали точное изображение значительной части мира, известной тогда голландской торговле. Для многих из этих областей его изображения являются самыми ранними.
Работа Вингбонса была уникальной и в свое время пользовалась спросом у богатых лиц. Самая большая партия, серия из 130 акварелей, переплетенных в три атласа, была куплена в 1654 году шведской королевой Кристиной. После её смерти эти атласы перешли во владение Папы Александра VIII и теперь хранятся в библиотеке Ватикана. Следующая по величине коллекция, более ста произведений, находится в Национальном архиве в Гааге. Небольшое количество акварелей находится в библиотеке Медичи во Флоренции. Четыре подписанные карты мира на пергаменте являются частью коллекции Музея судоходства в Амстердаме.